# Dombeya divaricata
Dombeya divaricata är en malvaväxtart som beskrevs av Arenes. Dombeya divaricata ingår i släktet Dombeya och familjen malvaväxter. Inga underarter finns listade i Catalogue of Life.